# Краснофлотская набережная (Тверь)
Краснофло́тская набережная — улица в Центральном районе Твери. Находится в исторической части города Затьмачье.

## Расположение
Краснофлотская набережная начинается от площади Победы и улицы Софьи Перовской, продолжается на северо-запад, потом на запад. От Краснофлотской набережной отходят улицы Циммервальдская, Дмитрия Донского, Роговик, переулок Трудолюбия и Борисоглебская Пристань. В конце переходит в Беляковский переулок.
Общая протяжённость Краснофлотской набережной составляет около 1 км.

## История
Улица была проведена в 1770-х годах в ходе регулярной застройки района Затьмачье. Называлась набережной реки Волги, несмотря на то, что идёт не по берегу Волги, а почти параллельно реке на некотором расстоянии.
Застраивалась одно- и двухэтажными жилыми домами, как каменными, так и деревянными с южной стороны. На северной стороне находился Борисоглебский храм и дровяные склады. Усадьбы, расположенные в первом квартале набережной, в начале 19 века были выкуплены для размещения там Духовной семинарии.
В 1930-х годах набережная была переименована советской властью.
В 2005 году были снесены дома № 17 и 18, где в 2010 году завершено строительство нового трёх-пятиэтажного жилого дома № 17. В 2009 году между дворцом спорта и стадионом Суворовского училища началось строительство нового жилого комплекса.

## Здания и сооружения
Здания и сооружения улицы, являющиеся объектами культурного наследия:
- Дом 5 — Церковь Бориса и Глеба в Затьмачье — памятник архитектуры федерального значения.
- Дом 12 — главный дом городской усадьбы. Начало XIX века, архитектор Карл Росси. Памятник архитектуры федерального значения. Остальная часть усадьбы утрачена.